# Sabrina Malheiros

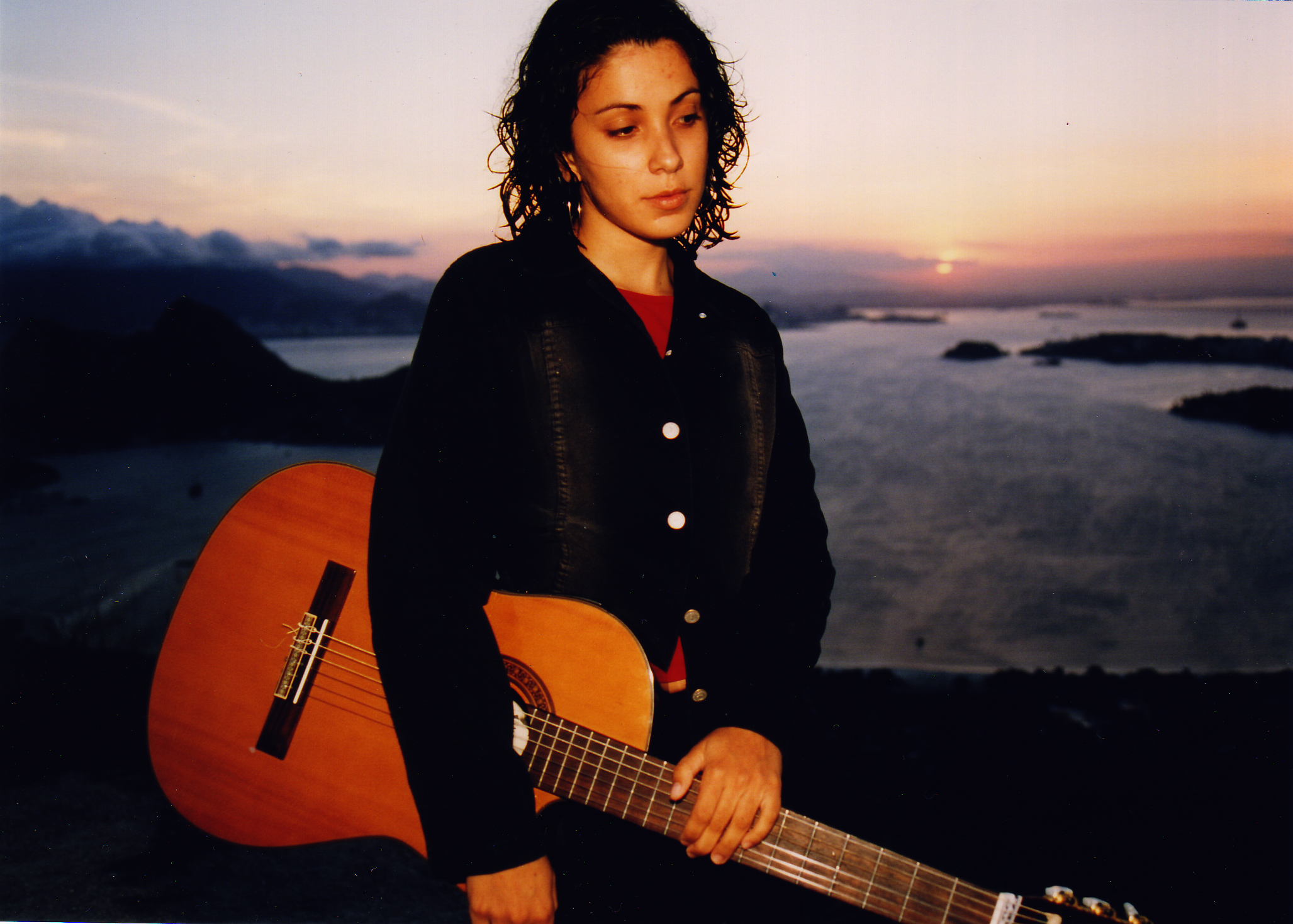
Sabrina Malheiros

Sabrina Malheiros (* 4. April 1979 in Rio de Janeiro) ist eine brasilianische Sängerin.

## Biographie
Sie ist eine Tochter des bekannten Bassisten von Azymuth, Alex Malheiros. Ihre Musikkarriere begann mit 11 Jahren, als sie auf dem Azymuth-Album Curumim mitwirkte, das 1990 herauskam. Mit 19 Jahren sang sie für die Band United Future Organization, eine japanische Acid-Jazz-Gruppe, und 1999 wieder für Azymuth: Pieces of Ipanema.
1999 wirkte sie in der Filmtrilogie A terceira morte de Joaquim Bolívar von Flávio Cândido mit. 2002 wirkte sie im Projekt Superágua mit, das von den brasilianischen DJs Jonas & Ulisses Cappelletti betrieben wird. Sabrina Malheiros setzt dabei auf typisch brasilianische Klangkunst, die um ein wenig Elektronik, R&B und Hiphop erweitert wird.

## Equilibria (2005)
Auf ihrem Debüt-Album stellt sie sieben Sambas und sechs Bossas zusammen. Neben den Azymuth-Musikern Alex Malheiros, Jose Roberto Bertrami und Ivan Conti wirkt auch Jean-Paul „Bluey“ Maunick von Incognito mit. Zusätzlich enthält das Album Cover-Versionen von Marcos Valle („Terra de ninguém“) und anderen: „Eu sou mais eu“, „Estação verão“ und „Maracatueira“.

## Vibrasons – Remixes (2006)
Eine Sammlung von Remixes herausgegeben von Far Out Recordings – UK.
Mit Nicola Conte, Quantic, Kirk Degiorgio, Kenny Dope, Spiritual South, Venom, Max Cole and Beatnik, Incognito, Boston Rodriguez und Roc Hunter.

## Diskographie
- 2003 – Iemanja (The Mermaid) (12")

- 2004 – The Mermaid (CD)

- 2004 – "Estação verão" (Kenny Dope Remixes) (12")

- 2005 – Equilibria (CD)
- 2005 – "Equilibria" (Album Sampler) (12")
- 2005 – "Maracatueira" (Incognito Remixes) (12")
- 2005 – "Passa / Capoeira" Vai (12")
- 2006 – "Terra de ninguém" (Nicola Conte Rework) (12")
- 2006 – Vibrasons (CD)
- 2008 – New Morning (CD)
- 2011 – Dreaming (CD)
- 2017 – Clareia (CD)

- 2017 – "Clareia" (Remixes) (12")